# Аюшеев, Шарлай Убушеевич
Шарлай Убушеевич Аюшеев (9 октября 1885, улус Хурга, Иркутская губерния — июль 1974, Кырен, Бурятская АССР) — бурятский общественный деятель.

## Биография
Родился в многодетной семье крестьянина-скотовода Убаши Аюшеева. С юных лет отличался качествами лидера, смекалкой, необыкновенным мужеством и природной закалкой. В Бурятии стал известен в 1920—1930-х годах как легендарный окинец, Великий Окинский Шарлай (бур. Ахын Ехэ Шарлай).
В первые годы Советской власти участвовал в боевых действиях против отрядов анархистов на территории Тункинского и Окинского улусов. В 1921 г. в одиночку пленил более двадцати вооружённых белогвардейских офицеров генерала Каппеля, пытавшихся прорваться в сопредельную Монголию. Был представлен к высшей награде СССР — ордену Красного Знамени, награждён именным оружием СНК Советской Республики.
Был инициатором создания Окинского аймака в составе Бурят-Монгольской АССР, многие годы руководил исполнительной властью аймака, в том числе в годы Великой Отечественной войны.
Входил в состав Центрального Исполнительного Комитета Бурят-Монгольской АССР. Избирался депутатом Верховного совета Бурят-Монгольской АССР первого созыва.
Участвовал в организации работ по демаркации государственной границы СССР на территории аймака.
Летом 1973 г. Шарлай Аюшеев отказался от благоустроенного жилья в Улан-Удэ, представленного руководством республики, в пользу пострадавших от наводнения.
Скончался в июле 1974 г. в Кыренской больнице от ран, полученных в результате несчастного случая.

### Семья
У Шарлая Аюшева была большая и дружная семья. Сегодня в Оке живут его многочисленные родственники, внуки, правнуки, праправнуки.
- внук — Саханов, Зоригто Иванович

## Награды
- именное оружие
- орден Боевого Красного Знамени (1967)
- орден «Знак Почёта» (1936)
- медаль «За трудовое отличие» (1938)
- медаль «За победу над Германией в Великой Отечественной войне 1941—1945 гг.» (1946)
- медали.

## Память
С 1930-х гг. эпизоды из жизни Шарлая Аюшеева публиковались в «Буряад унэн» журналистами Филиппом Ильичом Балдаевым, Владимиром Доржиевичем Галсановым, Климом Дашеевичем Тулуевым и другими.
В Оке до сих пор ходят легенды о его необыкновенном мужестве, природной закалке, мудрости и доброте Шарлая Аюшеева. Он мог долгими вечерами рассказывать соседским детям улигеры про Абай Гэсэр-хана, часами вручную косить сено, купаться в ледяной проруби, месяцами находиться в зимней тайге без запасов тёплой одежды и пищи.
Имя Ш. У. Аюшеева носит улица в селе Орлик Окинского района Бурятии.